# Symfonie nr. 7 (Weinberg)
Mieczysław Weinberg voltooide zijn Symfonie nr. 7 voor klavecimbel en strijkorkest in 1964.
Het is een symfonie die deels aandoet als kamermuziek en orkestwerk. Weinberg schreef het voor het Kamerorkest van Moskou dat onder leiding stond van Rudolf Barshai, aan wie het werk is opgedragen. Weinberg combineerde in zijn zevende symfonie het klassieke genre de symfonie, met het (min of meer) barokke soli-instrument de klavecimbel en moderne klassieke muziek. Die combinatie viel niet goed in de Sovjet-Unie waar al te grote moderniteiten verboden waren. Muziek moest voor iedereen te begrijpen zijn. Het werkte ook al niet mee dat de controversiële Andrej Volkonski (ook al te modern met zijn twaalftoonstechniek) meewerkte aan de première van dit werk en Barshai persona-non-grata werd na zijn vertrek naar het Westen.
Weinberg liet de klassieke vierdelige opzet van een symfonie voor wat het was; het werk kent vijf delen die achter elkaar doorgespeeld worden:
- Adagio sostenuto
- Allegro – adagio sostenuto
- Andante
- Adagio sostenuto
- Allegro – adagio sostenuto

Nr. 1 · Nr. 2 · Nr. 3 · Nr. 4 · Nr. 5 · Nr. 6 · Nr. 7 · Nr. 8 · Nr. 9 · Nr. 10 · Nr. 11 · Nr. 12 · Nr. 13 · Nr. 14 · Nr. 15 · Nr. 16 · Nr. 17 · Nr. 18 · Nr. 19 · Nr. 20 · Nr. 21 · Nr. 22